# Rani radovi
Rani Radovi is een Joegoslavische dramafilm uit 1969 onder regie van Želimir Žilnik. Hij won met deze film de Gouden Beer op het filmfestival van Berlijn.

## Verhaal
In 1968 bereidt de bevolking zich voor op oorlog. Anderzijds zien ze ook brood op de plank. Op tv worden beelden getoond van een mooie vrouw en verschillende manieren om kool klaar te maken. De belangen van het individu wordt afgewogen tegen die van het volk. De film laat halfhartig radicalisme zien, maar geeft ook kritiek op het stalinisme.

## Rolverdeling
| Acteur             | Personage |
| ------------------ | --------- |
| Milja Vujanovic    | Jugoslava |
| Bogdan Tirnanic    |           |
| Cedomir Radovic    |           |
| Marko Nikolic      |           |
| Slobodan Aligrudic |           |
| Želimira Žujovic   |           |